# Gare de Szeged
La gare de Szeged (hongrois : Szeged pályaudvar, prononcé [ˈsɛgɛd ˈpaːjɒudvɒɾ]) est la gare ferroviaire de Szeged. Elle permet la desserte de Budapest, Békéscsaba et Subotica.